# Eduard Presečki
Eduard Presečki (Krapinske Toplice, 12. ožujka 1852.  – Samobor, 22. prosinca 1931.) bio je trgovac i posjednik iz Samobora.

## Životopis
Iako nije rođeni Samoborac, Eduard Presečki je odmalena u njemu boravio, zavolio ga, te sa suprugom Katarinom te sinovima Vladkom, Dušanom i Milivojem u Samoboru zasnovao obitelj. Pronicljiv i bistar, širokih pogleda izoštrenih u svijetu, spremno je pomagao a često sam i propagirao svaku dobru zamisao koju je smatrao da koristi Samoboru, pa je često i materijalno pomagao. Kao član zastupstva revno je i s ljubavlju surađivao sa svim granama samoborske komunalne politike trudeći se oko napretka i podignuća Samobora. Neke je ideje realizirao na vlastitu ruku te ih potom predao na vlast općini Samobor. Zbog njegovih ga je zasluga car Franjo Josip I, povodom svojeg osamdesetog rođendana, odlikovao srebrnim križem za zasluge s krunom.
Procvat obiteljskog posla započeo je suvremenom pekarom i mesnicom, te ubrzo proširio na trgovinu mješovitom robom na uglu Šmidhenove i Gajeve ulice. Pecivo je i razvozio daleko izvan okolice Samobora. Uz to, posjedovao je brojne vinograde, a nadasve onaj u selu Rajec kod Brežica u Sloveniji koji je od temelja sam zasadio i uredio. Kao racionalni vinogradar, proizvodio je i vlastito vino a od 1872. i “Samoborsku muštardu“ koja je ubrzo stekla priznanja na svjetskim izložbama u Pragu i Parizu, a koju spominje čak i Miroslav Krleža u svojim Dnevnicima. Svoje je proizvode služio u svojoj vili „Kraljici prirode“ na Anindolu, koju je pretvorio u gostionicu i izletište. 
Mnoga samoborska društva imala su u njemu pomagača i utemeljitelja, a posebno Dragovoljno vatrogasno društvo, obrtno društvo “Napredak“ te pjevačko društvo “Jeka“ u kojem je djelovao kao predsjednik, a koje uz prekide djeluje dan danas. “Samoborski list]“ (1904. – 1944.) imao je u Eduardu posebnog prijatelja te se baš njemu može zahvaliti da list 1906. nije prestao izlaziti, budući je Eduard na sebe preuzeo jamstvo za financiranje, te na taj način osigurao dalji opstanak. 
Kao štovatelj umjetnosti, družio se s mnogim znamenitim samoborskim umjetnicima među kojima se ističu prvi samoborski akademski kipar Ferdo Ivanščak te slikari Joso Bužan i Oskar Aleksander, koji su po narudžbi izrađivali portrete i biste obitelji Presečki.

### Obitelj
Supruga Katarina Presečki rođ. Klokočar (1861. – 1926.), unuka je hrvatskog pjesnika i latinista Vasilija Bubanovića (prema nekim izvorima i Basilius Bubanovich), autora prve dosad poznate "domoljubne pjesme" na hrvatskom jeziku iz 1830.: "Pjeszma u Zadru na dan narodyjenya Franca Pervoga Austrianzkoga Cara y Kralya".
Sin Vladko Presečki (1888. – 1933.) bio je sudac i odvjetnik, više puta općinski zastupnik u Samoboru, te autor (pod pseudonimom Rožmarin Špikinarda) satirske poeme "Četveronožni Strassnoff vu Sanoboru" iz 1903. o tragikomičnom, ali istinitom događaju iz samoborske povijesti u kojoj su pod autorovu oštricu došli mnogi ondašnji ugledni i poznati Samoborci. 
Najmlađi sin Milivoj Presečki (1900. – 1959.) bio je jedan od najistaknutijih članova amaterskog (diletantskog) kazališta u Samoboru u prvoj polovici 20. stoljeća te glumac čije su najvažnije uloge uključivale hrvatske filmove "Bakonja fra Brne" iz 1951. te "Jubilej gospodina Ikla" iz 1955. godine.   

## Vanjske poveznice
- Samoborski list  Arhivirana inačica izvorne stranice od 18. rujna 2009. (Wayback Machine)